# Lire italienne
Pour les articles homonymes, voir ITL.
 (décembre 2023).
Si vous disposez d'ouvrages ou d'articles de référence ou si vous connaissez des sites web de qualité traitant du thème abordé ici, merci de compléter l'article en donnant les références utiles à sa vérifiabilité et en les liant à la section « Notes et références ».
La lire italienne ₤ (ITL, en italien lira au singulier et lire au pluriel) est l'ancienne unité monétaire de l'Italie, émise du 17 mars 1861 au 28 février 2002, et qui est remplacée par l'euro à cette date.
Une lire italienne est divisée en 100 centimes (centesimi en italien ; centesimo au singulier), mais cette division fut peu usitée en raison de la valeur très faible de cette monnaie.
Il est usuel d'utiliser le symbole ₤ devant le nombre (le même symbole que la livre sterling, avec deux barres) dans la majorité des codages informatiques ; le symbole ₤ (toujours avec deux barres) est aussi parfois utilisé, mais moins fréquemment, dans quelques codages informatiques dont notamment certains codages HP Roman (en).

## Étymologie
Le terme provient du latin libra qui était utilisé pour indiquer la valeur d'un poids d'une livre mesurée en once troy, en argent assez pur. Dans quelques pays, les mots lira ou, (en anglais), pound sont utilisés comme équivalents.

## Histoire

### Une ancienne monnaie de compte
Après avoir été une unité de mesure du poids (entre 380 et 430 g), servant à frapper des deniers et des sous, ce n'est qu'en 1472 que le doge de Venise fait frapper la première lire d'argent, en tant que pièce de monnaie d'une valeur de 20 sous (soldi), soit 6,52 g titré 948/1000. En 1474, le duc Galéas Marie Sforza en fait de même à Milan et cette pièce fut ensuite appelée testone figurant le prince de profil. D'autres lires furent frappées à Gênes, alors sous domination milanaise. La lire se diffusa alors dans de nombreuses villes italiennes (dont Florence, Mantoue et Bologne). Dans le Piémont, la lire est introduite en 1562. Au XVIIIe siècle, les États pontificaux émettent des pièces de 4 lires en argent valant un scudo, lui-même divisé en 100 baiocchi.

### Vers l'unification
Après la paix de  Campo-Formio et la reconstitution de la République cisalpine en tant que République italienne en 1802, devenue Royaume d'Italie en mars 1805, la lire devient la devise officielle de cet État, monnaie divisée en 20 soldi et 100 centesimi. Les premières émissions faites à Milan, Bologne et Venise furent frappées en 1807, avec des pièces de 40, 5 et 2 lires. L'année suivante furent frappées également des pièces de 20 lires en or et d'une lire en argent, qui se caractérisait par un poids de 5 g et un titrage de 900/1000. La lire de Napoléon est calquée sur le franc Germinal quant à ses poids et valeur argent et or.
Après 1815, les souverains du royaume de Sardaigne transforme la lire sarde par décimalisation, et adopte les mêmes caractéristiques que le franc.
| État                                   | Ancienne monnaie          | Remplacée en | Conversion en lire         |
| -------------------------------------- | ------------------------- | ------------ | -------------------------- |
| Royaume de Lombardie-Vénétie           | Lire de Lombardie-Vénétie | 1858         | 1 L = 0,86                 |
| Duché de Parme                         | Lire de Parme             | 1860         | Parité                     |
| Royaume de Sardaigne                   | Lire sarde                | 1861         | Parité                     |
| Royaume des Deux-Siciles               | Ducat des Deux-Siciles    | 1861         | 1 D = 4,32                 |
| Grand-duché de Toscane                 | Florin toscan             | 1862         | 1 ft = 1,40                |
| Saint-Marin                            | Création                  | 1864         | Lire de Saint-Marin Parité |
| Vénétie et Mantoue (Empire d'Autriche) | Florin autrichien         | 1866         | 1 f = 3                    |
| États pontificaux                      | Lire pontificale          | 1870         | Parité                     |

### Monnaie nationale
Avant l'unification en mars 1861, l'Italie est encore l'endroit de multiples monnaies différentes. Par la suite, Turin, la capitale de la maison de Savoie, fait adopter la lire italienne, qui est en réalité le prolongement de la lire sarde. En 1870, les États pontificaux sont forcés d'abandonner la lire pontificale au profit de la monnaie nationale italienne.
La lire rejoint l'Union latine dès 1865 mais quitte ce système en 1920. En 1928, la lire vaut 1,39 francs français. La lire de Saint-Marin est à parité avec la lire italienne.
Après la Seconde Guerre mondiale, la lire, sortie très dévaluée du conflit, vaut cent fois moins que sa valeur à la veille de 1914. La Banque d'Italie supprime les centimes de lires, plus utilisés, vu leur très faible valeur commerciale. L'Italie adhère au Fonds Monétaire International le 27 mars 1947. Le 30 mars 1960, l'Italie rétablit la convertibilité en or de la lire avec un taux de conversion de 1,42187  mg d'or pour 1 lire, soit 625 lires par dollar. Elle s'engage alors à intervenir si la différence du taux de change s'écarte de 1% de sa valeur. Avec cette mesure, l'Italie adhère officiellement aux accords de Bretton Woods. En 1960, 100 lires cotent sur le marché des changes parisien, 80 francs de l'époque, soit 0,80 franc après l'introduction du "nouveau franc" (ou franc lourd) le 1re janvier 1960.
En décembre 1973, les principaux pays de l'OPEP décident d'augmenter fortement le prix du pétrole brut, déclenchant ainsi une crise pétrolière qui frappe durement tous les pays importateurs. La hausse des prix du pétrole a provoqué une hausse soudaine du coût de l'argent qui, au printemps 1974, a porté le taux d'escompte de la Banque d'Italie à 9 %. Pour lutter contre la crise, de nombreux emprunts ont été émis qui, en 1975, ont exposé la lire à des phénomènes spéculatifs. L'augmentation de la dette déclenchée par la crise pétrolière a provoqué une forte dévaluation par rapport aux autres monnaies européennes et pour son redressement, la Banque d'Italie a augmenté le taux d'escompte jusqu'à 15 % à l'automne 1976.
Pour réduire la variabilité excessive du taux de change entre les monnaies européennes, à laquelle la lire a été exposée avec la crise pétrolière, 8 pays de la Communauté économique européenne (CEE) ont décidé de créer le mécanisme de taux de change européen. L'Italie, la France, l'Allemagne, les Pays-Bas, le Danemark, la Belgique, l'Irlande et le Luxembourg ont donné naissance, le 13 mars 1979, au Système monétaire européen (SME) et à l'Unité de compte européenne l'ECU, une monnaie virtuelle, composée d'un panier de monnaies des pays membres pondérés en fonction de la puissance économique du pays. La lire est restée dans le SME jusqu'en 1992, lorsqu'une très grave crise financière en Europe a contraint la livre sterling et la lire italienne à quitter le SME,. La lire est revenue dans le SME le 25 novembre 1996, au taux de change de 990 lires pour un mark allemand.

### Crise de la lire avant passage à l'euro
En 1984, Bettino Craxi, chef du Gouvernement italien, envisage de créer la lira pesante, une nouvelle lire ou « lire lourde », en supprimant trois zéros, sur le modèle du franc français en 1958, qui fut divisé par cent le 1re janvier 1960. Deux projets similaires avaient été envisagés à la fin des années 1950 et des années 1960, mais n'avaient pas abouti. Le projet de cette nouvelle lire fut enterré, après avoir été soumis à Carlo Azeglio Ciampi, gouverneur de la Banque d'Italie, qui fit fabriquer des essais de billets pour des montants de 1 à 10 lires. Parvenu au parlement en 1991, le projet fut suspendu en mars 1993, quand le projet d'une monnaie européenne commune était devenu inéluctable.
En 1992, le gouvernement italien crée une taxe exceptionnelle de 6‰ (6 pour mille) sur les comptes en banque italiens. Le pays doit se résoudre à sortir du système monétaire européen et la lire se dévalue fortement. Entre le 9 août et le 16 août 1992, la lire perd presque 18 % de sa valeur par rapport au dollar. Fin mars 1993, la lire a perdu plus de 50 % de sa valeur. Cette dévaluation, dramatique pour le pouvoir d'achat des ménages, a cependant permis à l'économie italienne de regagner en compétitivité et rééquilibrer la balance commerciale du pays.

## Linguistique
Dans certains parlers gallo-italiques du nord-ouest de l'Italie, le nom « franc » était d'ailleurs utilisé et cet usage a continué jusqu'au passage à l'euro en 2002.

## Émissions monétaires

### Pièces de monnaie italiennes
Les pièces en lires italiennes restées en circulation jusqu'en 2002, avant l'adoption de l'€uro.
Une lire italienne était divisée en 100 centimes, pièces qui n'ont existé que jusqu'à la Seconde Guerre mondiale, pour disparaître ensuite. Les pièces restées en circulation lors de l'introduction de l'euro en 1999 étaient celles de 20-50-100-200-500 et 1000 lires.
| Image     | Image  | Valeur  | Années d'émission | Auteur                        | Auteur                        | Paramètres techniques | Paramètres techniques | Paramètres techniques | Tranche             |
| Avers     | Revers | Valeur  | Années d'émission | Maquettiste                   | Graveur                       | Poids (g)             | Diamètre (mm)         | Composition           | Tranche             |
| --------- | ------ | ------- | ----------------- | ----------------------------- | ----------------------------- | --------------------- | --------------------- | --------------------- | ------------------- |
|           |        | 1 L.    | 1951–1959         | Giuseppe Romagnoli            | Giuseppe Romagnoli            | 0,625                 | 17.20                 | Italma                | lisse               |
|           |        | 2 L.    | 1953–1959         | Giuseppe Romagnoli            | Giuseppe Romagnoli            | 0,80                  | 18,30                 | Italma                | cannelée            |
|           |        | 5 L.    | 1951–1998         | Giuseppe Romagnoli            | Giuseppe Romagnoli            | 1,00                  | 20,30                 | Italma                | lisse               |
|           |        | 10 L.   | 1951–1999         | Giuseppe Romagnoli            | Giuseppe Romagnoli            | 1,60                  | 23,30                 | Italma                | lisse               |
|           |        | 20 L.   | 1957–1959         | Pietro Giampaoli              | Pietro Giampaoli              | 3,60                  | 21,30                 | Bronzital             | cannelée            |
| 1969–1999 | lisse  | 20 L.   |                   | Pietro Giampaoli              | Pietro Giampaoli              | 3,60                  | 21,30                 | Bronzital             |                     |
|           |        | 50 L.   | 1954–1989         | Giuseppe Romagnoli            | Pietro Giampaoli              | 6,250                 | 24,80                 | Acmonital             | cannelée            |
| 1990–1995 | 2,70   | 50 L.   | 16,55             | Giuseppe Romagnoli            | Pietro Giampaoli              | lisse                 |                       | Acmonital             |                     |
|           |        | 100 L.  | 1955–1989         | Giuseppe Romagnoli            | Pietro Giampaoli              | 8,00                  | 27,80                 | Acmonital             | cannelée            |
| 1990–1992 | 3,30   | 100 L.  | 18,30             | Giuseppe Romagnoli            | Pietro Giampaoli              | lisse                 |                       | Acmonital             |                     |
|           |        | 200 L.  | 1977–1998         | Mario Vallucci                | Mario Vallucci                | 5,00                  | 24,00                 | Bronzital             | cannelée            |
|           |        | 500 L.  | 1982–1995         | Laura Cretara                 | Laura Cretara                 | 6,80                  | 25,80                 | Acmonital Bronzital   | cannelée discontinu |
|           |        | 1000 L. | 1997–1998         | Laura Cretara Uliana Pernazza | Laura Cretara Uliana Pernazza | 8,80                  | 27,00                 | Bronzital Cupronickel | cannelée discontinu |

### Les billets de banque italiens

#### Dernière série de billets, 1990-1997
- Le billet de 1 000 lires (rose) représentant Maria Montessori (1870-1952), éducatrice, scientifique, médecin, philosophe, féministe et volontaire. La série précédente figurait l'explorateur, marchand, écrivain et ambassadeur Marco Polo (1254-1324), sur fond de Palazzo Ducale de Venise; tandis qu'auparavant il y avait eu le compositeur Giuseppe Verdi sur fond de théâtre de la Scala de Milan.
- Le billet de 2 000 lires (marron) représentant Guglielmo Marconi (1874-1937), physicien, inventeur et prix Nobel. Dans la série précédente il y avait eu le physicien, astronome et philosophe Galileo Galilei (1564-1642).
- Le billet de 5 000 lires (vert) représentant le compositeur Vincenzo Bellini (1801-1835).
- Le billet de 10 000 lires (bleu) représentant le physicien Alessandro Volta (1745-1827), inventeur de la pile électrique.
- Le billet de 50 000 lires (fuchsia) représentant Le Bernin (1598-1680), architecte, sculpteur et peintre.
- Le billet de 100 000 lires (marron/gris) représentant le peintre Le Caravage (1571-1610).
- Le billet de 500 000 lires (rose/vert) représentant le peintre et architecte Raphaël (1483-1520).
- Galerie :

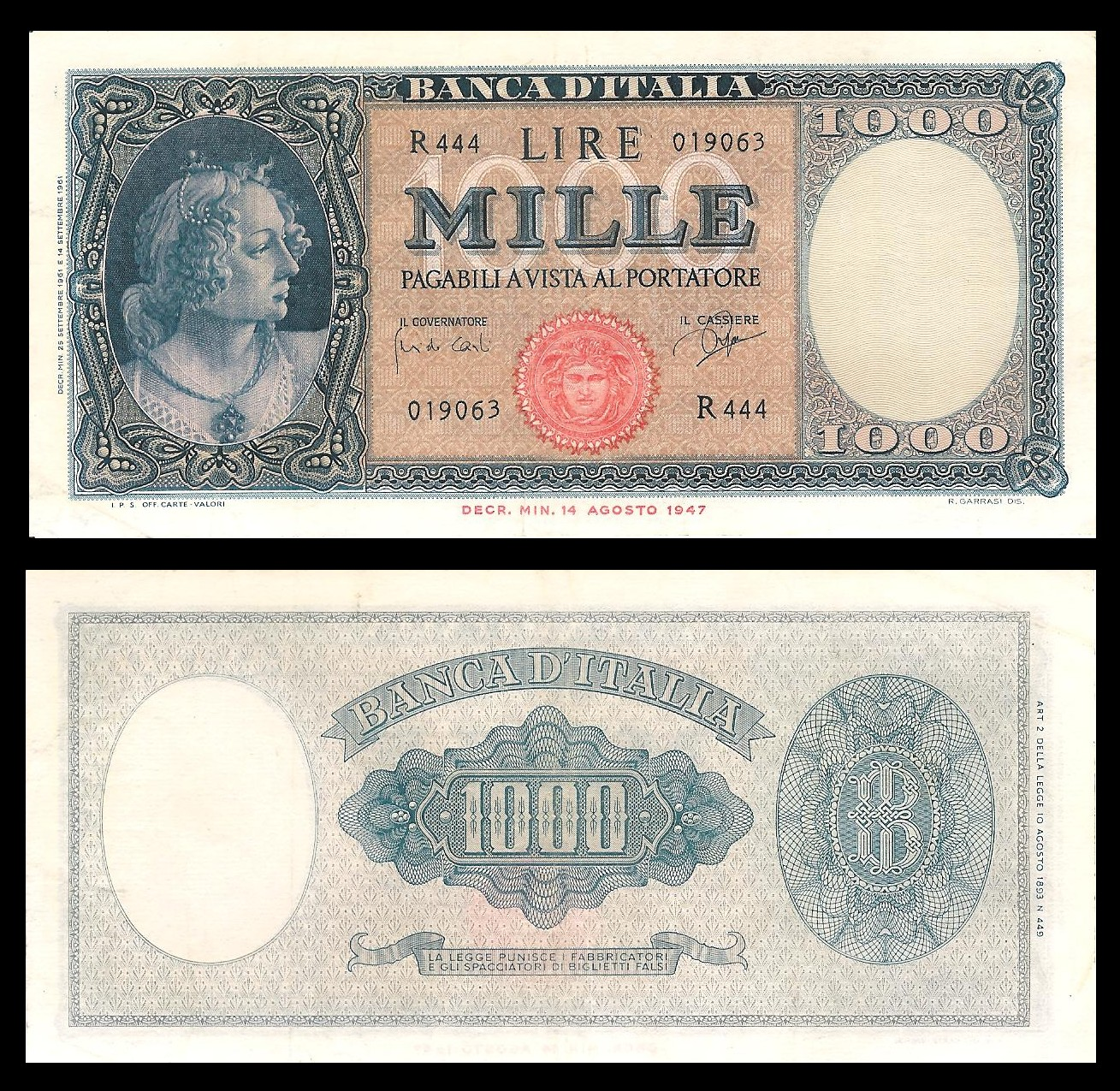
1 000 lires Perle (1947-69)
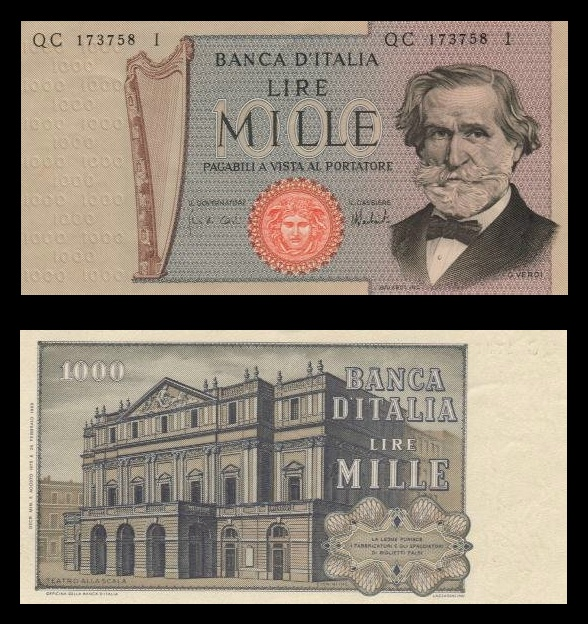
1 000 lires Giuseppe Verdi (1969-86)
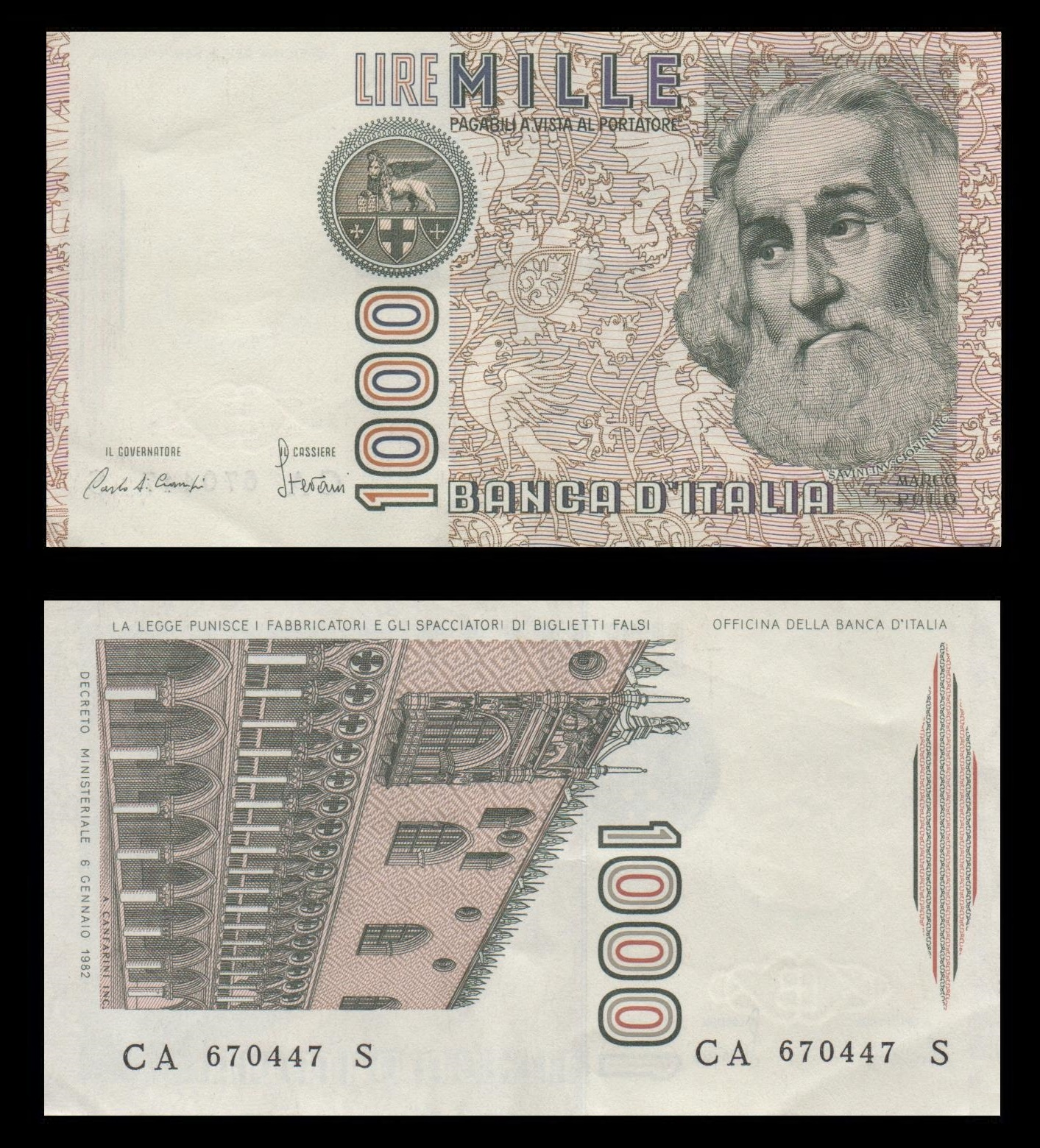
1 000 lires Marco Polo (1982-95)
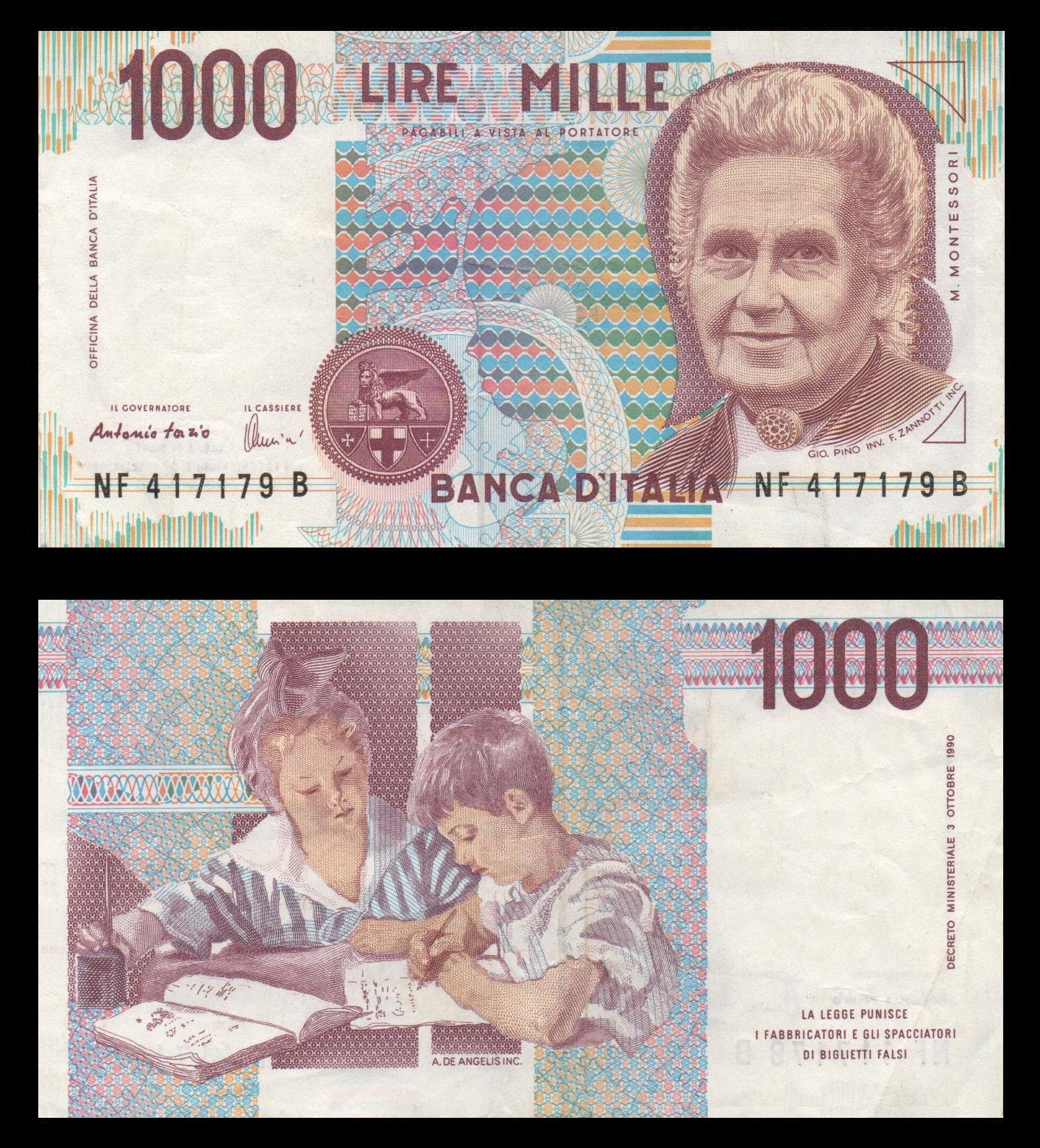
1 000 lires Maria Montessori (1990-2002)
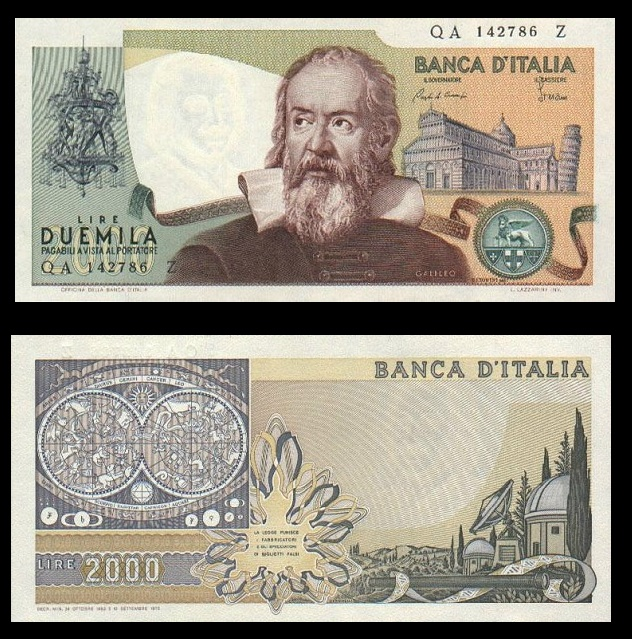
2 000 lires Galileo Galilei (1973-93)
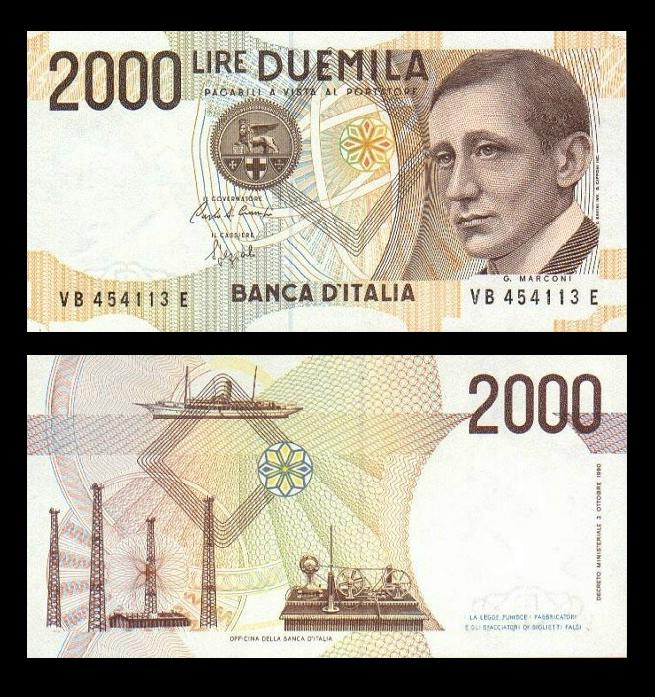
2 000 lires Guglielmo Marconi (1990-2002)
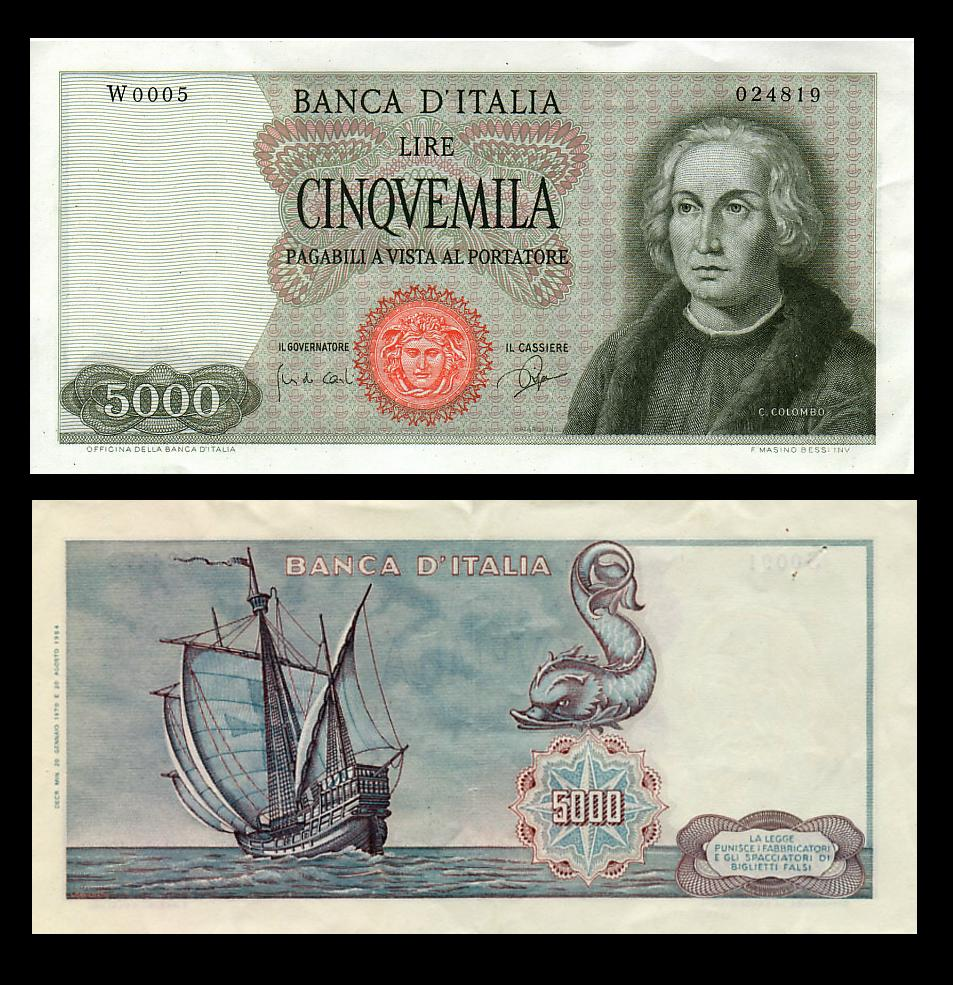
5 000 lires Cristoforo Colombo (1964-82)
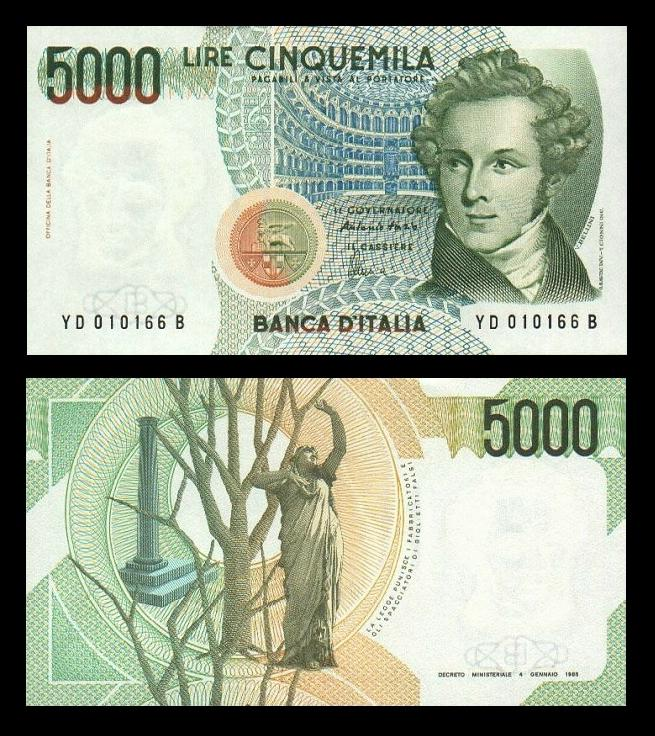
5 000 lires Bellini (1985-2002)
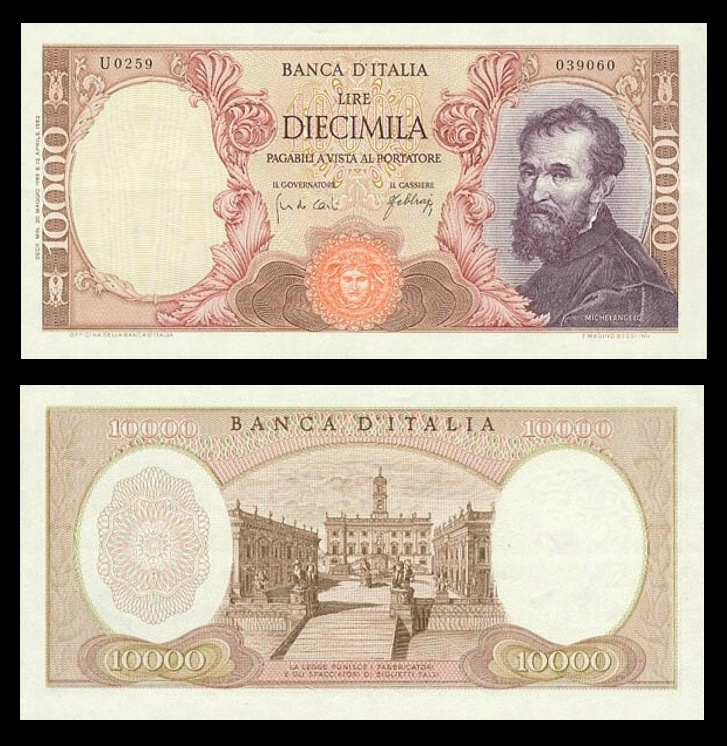
10 000 lires Buonarotti (1962-83)
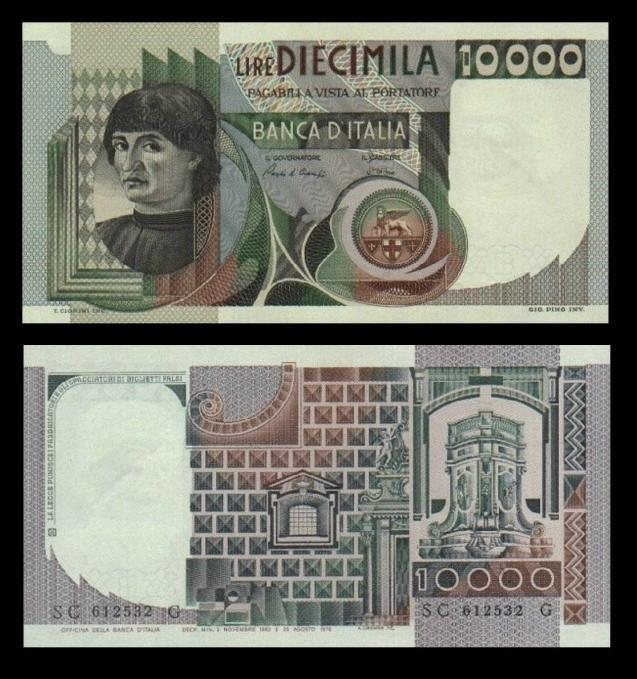
10 000 lires Macchiavelli (1976-88)
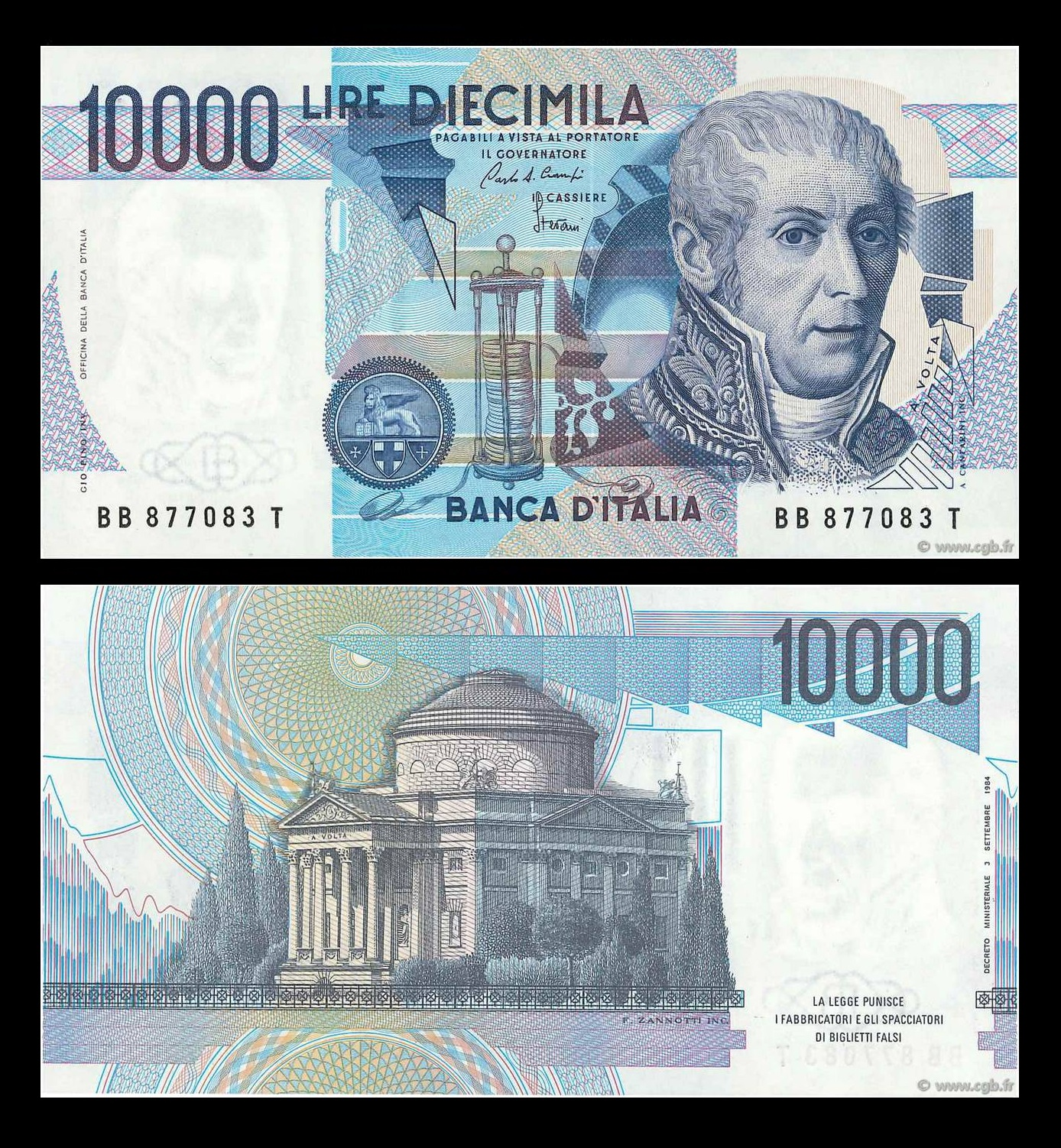
10 000 lires Alessandro Volta (1984-2002)
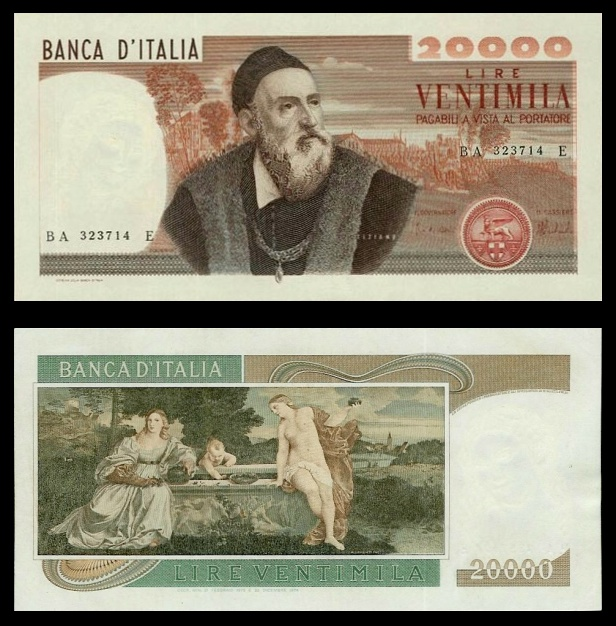
20 000 lires Tiziano (1975-85)
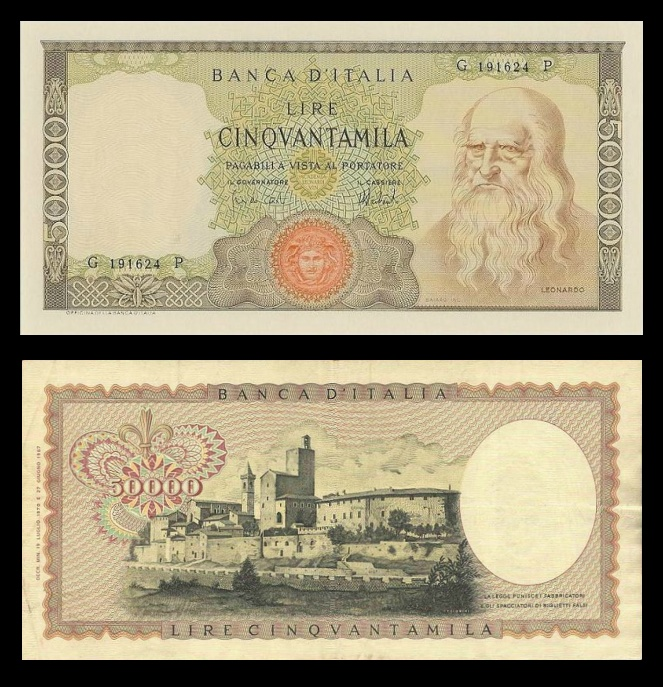
50 000 lires Leonardo da Vinci (1967-79)
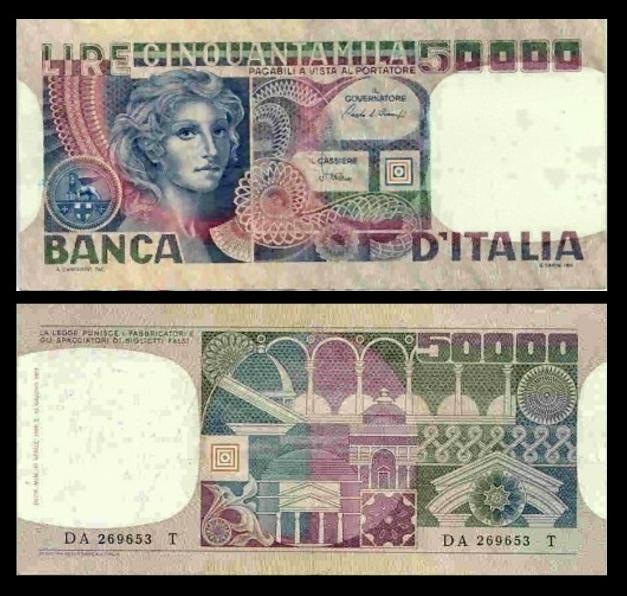
50 000 lires Volto di Donna (1977-86)
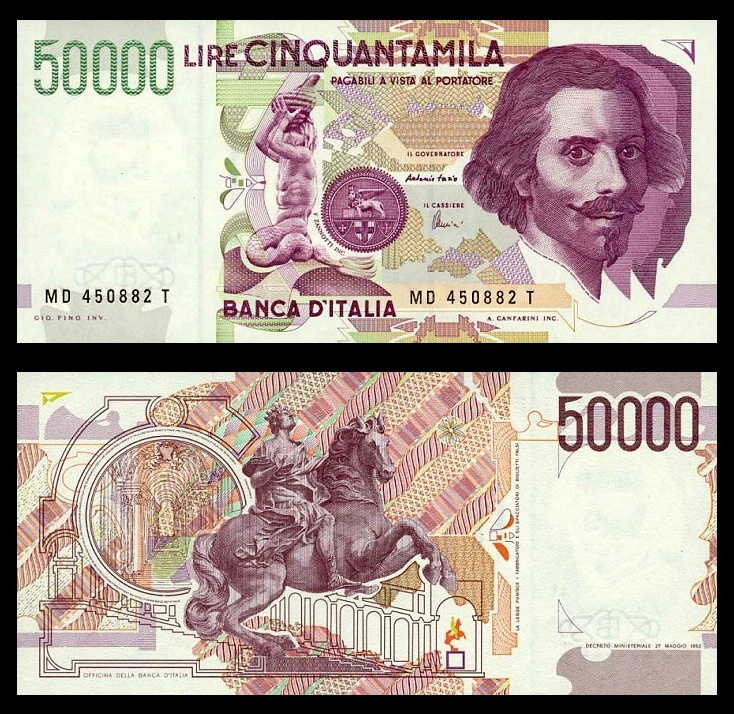
50 000 lires Bernini (1984-2002)
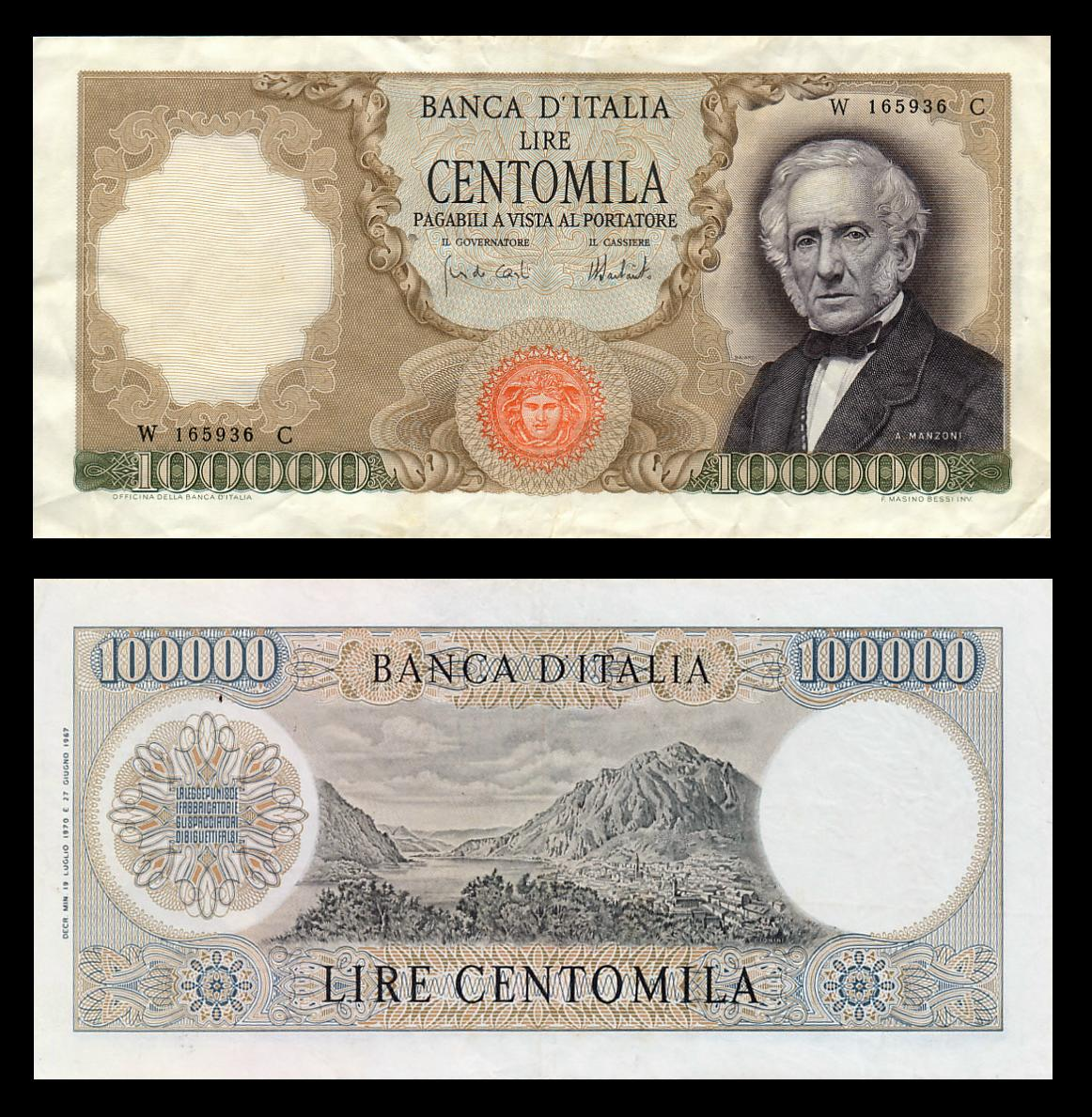
100 000 lires Manzoni (1967-82)
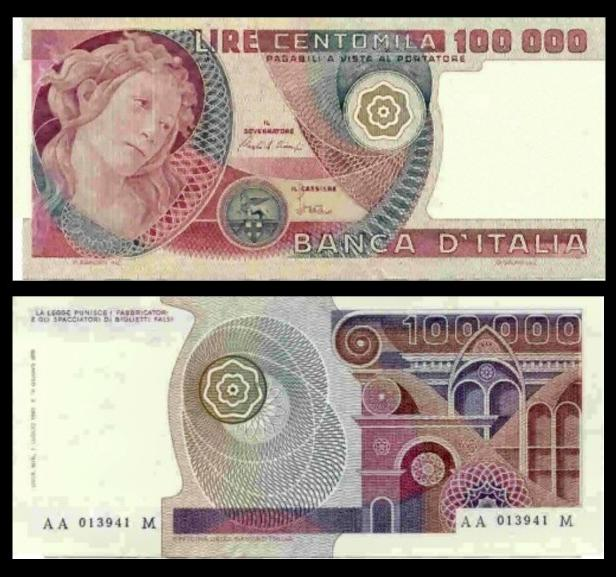
100 000 lires Botticelli (1978-88)
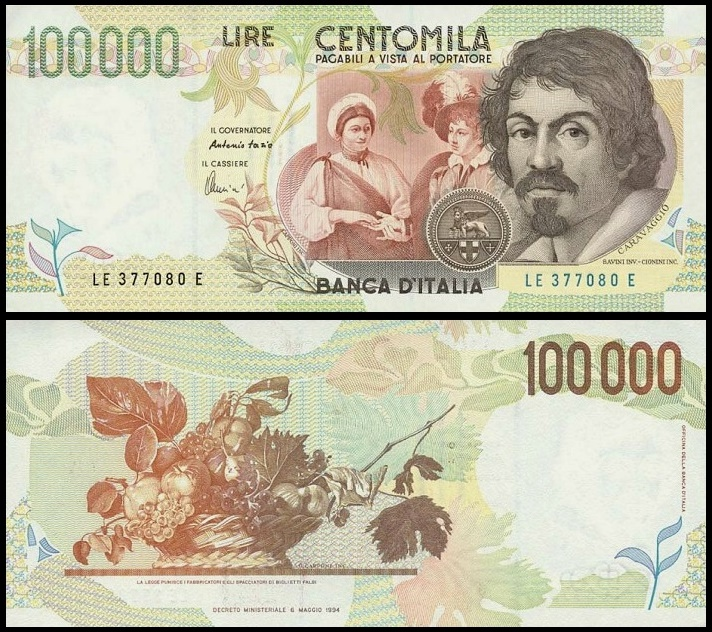
100 000 lires Caravaggio (1983-2002)
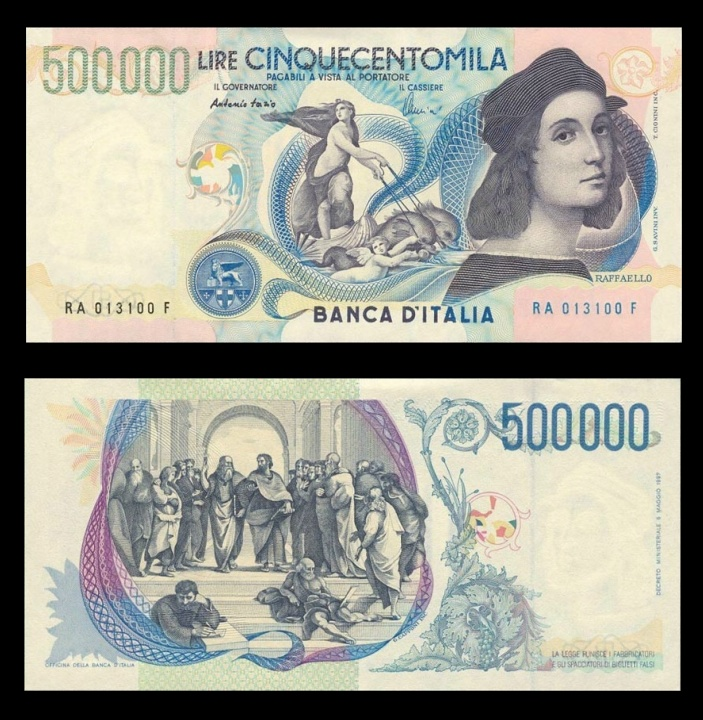
500 000 lires Raffaello (1997-2002)